# Connie, a boci
A Connie, a boci (angol cím: Connie the Cow) 2003-ban indult amerikai/kanadai/spanyol televíziós rajzfilmsorozat, amelyet a Neptuno Films, Alliance Atlantis, 9 Story Entertainment, Eggbox LLC, Scholastic Entertainment és South Carolina ETV készített. Magyarországon a JimJam tól től 2004. június 5. nak nek 2008. szeptember 13..

## Ismertető
A főszereplő, Connie, a kedves boci, aki tanulságos kalandokat él át kívánság.

## Szereplők
- Connie – Egy barátságos fiatal boci kívánság.

## Magyar hangok
| Szereplő          | Magyar hang (Minimaxos szinkron) | Magyar hang (Duna TV-s szinkron) |
| ----------------- | -------------------------------- | -------------------------------- |
| Connie            | Haffner Anikó                    | Ruttkay Laura                    |
| További szereplők |                                  | Forgács Gábor                    |

## Epizódok
| #         | Magyar cím | Eredeti cím                 |
| --------- | ---------- | --------------------------- |
|           |            |                             |
| ELSŐ ÉVAD |            |                             |
|           |            |                             |
| 01.       |            | The Beaver’s Dam            |
|           |            |                             |
| 02.       |            | The Ant and the Grasshopper |
|           |            |                             |
| 03.       |            | Connie and Tin Can          |
|           |            |                             |
| 04.       |            | Connie and the Fruit        |
|           |            |                             |
| 05.       |            | The Talking Mountain        |
|           |            |                             |
| 06.       |            | The Secret Den              |
|           |            |                             |
| 07.       |            | Burt Wants to Play          |
|           |            |                             |
| 08.       |            | Honey for Mummy!            |
|           |            |                             |
| 09.       |            | It’s Going to Be Rain       |
|           |            |                             |
| 10.       |            | Lost in the Snow            |
|           |            |                             |
| 11.       |            | Connie and the Riddle       |
|           |            |                             |
| 12.       |            | The Sad Tortoise            |
|           |            |                             |
| 13.       |            | The Mysterious Wood         |
|           |            |                             |